# Jakob Imig
Jakob Friedrich Imig (* 17. Januar 1905 in Louisendorf; † 27. Oktober 1994 ebenda) war ein deutscher Mundartdichter und Heimatforscher aus der Pfälzischen Sprachinsel am Niederrhein.

## Leben
Imig war der Sohn von Johann Karl Imig (1880–1961) und dessen Frau Helene geb. Lange (1882–1966). Er heiratete Luise Rocker (1911–1997). Im Brotberuf war Imig Landwirt, doch schon als Jugendlicher begann er, sich für die Erforschung der Geschichte und Kultur seiner unmittelbaren Umgebung in der Pfälzischen Sprachinsel am Niederrhein zu interessieren. Mit der Zeit veröffentlichte er mehrere Bücher sowie zahlreiche Aufsätze und Artikel zu seinem Interessengebiet. Darüber hinaus schrieb er auch Gedichte und Prosa in der Mundart seiner Heimat und sammelte sie in zwei Bänden. Im Jahre 1955 begründete Imig den bis heute bestehenden Pfälzerbund am Niederrhein e. V. Von 1968 bis zu seinem Tode war Imig Herausgeber von dessen Zeitschrift Pfälzer am Niederrhein. Heimatblätter für Geschichte, Brauchtum und Mundartpflege. Für das LVR-Institut für Landeskunde und Regionalgeschichte in Bonn ist Imig „der bekannteste Pfälzer“ aus der niederrheinischen pfälzischen Sprachinsel.

## Ehrungen
- Bundesverdienstkreuz am Bande (17. Februar 1976)[3]
- 1977 der Rheinlandtaler[4] des Landschaftsverbandes Rheinland verliehen.

## Jakob-Imig-Archiv
Nach Imig ist das auf seine Sammlung zurückgehende Jakob-Imig-Archiv des Pfälzerbundes in Louisendorf benannt, das sich in Imigs Sinne der Erforschung der Geschichte und Kultur der Pfälzer am Niederrhein widmet.

## Werke
- 220 Jahre Pfälzer am Niederrhein. Festschrift zum 220-jährigen Bestehen der Pfälzersiedlung Pfalzdorf im Kreis Kleve. 1741–1961. O. O. 1961.
- Pälzersche Gedichte. Boss, Kleve 1966.
- 150 Jahre Louisendorf. Werden und Wachsen eines niederrheinischen Kolonistendorfes. Boss, Kleve 1970 (= Schriften des Pfälzerbundes am Niederrhein. 3); zugleich auch erschienen bei: Heimatstelle Pfalz, Kaiserslautern 1970, (= Schriften zur Wanderungsgeschichte der Pfälzer 33).
- mit Erich Hubbertz: Geschichte der Evangelischen Gemeinde Kalkar. Herausgegeben anläßlich der 400-Jahr-Feier. Evangelische Kirchengemeinde Kalkar, Kalkar 1977.
- Gereimtes un Ungereimtes uff pälzersch. Pfälzerbund am Niederrhein, Pfalzdorf 1980.
- mit Helmut Lange: 250 Jahre Pfälzer am Niederrhein. 1741–1991. Festschrift. Pfälzerbund am Niederrhein, Pfalzdorf 1991.
- daneben über 40 Artikel und Aufsätze zur Regionalgeschichte[5]